# Melinda Owen
Melinda Owen-Withrow (ur. 30 października 1984) – amerykańska lekkoatletka, tyczkarka.
W 2008, pomimo wyrównania rekordu życiowego (4,40 m), zajęła dopiero 10. miejsce podczas mistrzostw USA w Eugene, tym samym nie kwalifikując się na igrzyska olimpijskie w Pekinie. Dwukrotna brązowa medalistka halowych mistrzostw kraju – Boston 2009 i Albuquerque 2011.

## Rekordy życiowe
- skok o tyczce (stadion) – 4,60 (2015)
- skok o tyczce (hala) – 4,55 (2011)